# دانشگاه آزاد اسلامی واحد قزوین
دانشگاه آزاد اسلامی واحد قزوین، یکی از واحدهای دانشگاه آزاد اسلامی است که در شمال قزوین و ضلع شمالی آزادراه قزوین-تهران قرار دارد. این دانشگاه بالغ بر ۱۴ هزار دانشجو دارد.
این دانشگاه در مقاطع کاردانی، کارشناسی، کارشناسی ناپیوسته، کارشناسی ارشد و دکتری تخصصی فعالیت می‌کند.
مرتضی موسی‌خانی از زمان تأسیس این دانشگاه در سال ۱۳۷۱ تا تیرماه ۱۳۹۹ ریاست آن را بر عهده داشت.پس از ۲۸ سال ریاست مرتضی موسی خانی بر دانشگاه آزاد اسلامی واحد قزوین؛ ۱۷ تیرماه ۱۳۹۹ در مراسمی با حضور محمدمهدی طهرانچی رئیس دانشگاه آزاد اسلامی، محمد رضا خانمحمدی خرمی، عضو هیئت علمی دانشگاه بین‌المللی امام خمینی و نماینده سابق مجلس شورای اسلامی در حوزه ابهر و خرمدره، سرپرست دانشگاه آزاد اسلامی استان قزوین شد. در پی استعفای محمد رضا خانمحمدی خرمی در تاریخ ۳۱ شهریور ۱۳۹۹، محمدمهدی طهرانچی رئیس دانشگاه آزاد اسلامی در حکمی ناصر حمیدی را با حفظ سمت و به‌طور موقت به عنوان سرپرست دانشگاه آزاد اسلامی استان قزوین و واحد قزوین منصوب کرد. در ۱۹ اسفند ۱۳۹۹ با حکمی از سوی رئیس دانشگاه آزاد اسلامی، اصغر کشتکار به عنوان سرپرست دانشگاه آزاد اسلامی استان قزوین منصوب شد.در ۹ بهمن ۱۴۰۰ با حکمی از سوی رئیس دانشگاه آزاد اسلامی، اسماعیل زینالی خسرقی به عنوان سرپرست دانشگاه آزاد اسلامی استان قزوین منصوب شد.
حمید میرزاده، رئیس سابق دانشگاه آزاد اسلامی، در خصوص سطح علمی این دانشگاه گفته‌است که این واحد دانشگاهی همسطح دانشگاه شریف و حتی بالاتر از بسیاری از دانشگاه‌های منطقه است.

## دانشکده ها
این دانشگاه دارای دانشکده های زیر میباشد :
- دانشکده مهندسی برق، کامپیوتر، فناوری اطلاعات و مهندسی پزشکی
- دانشکده مدیریت، حسابداری و علوم انسانی
- دانشکده معماری و شهرسازی
- دانشکده علوم پزشکی
- دانشکده فنی و مهندسی

## مرکز تحقیقات مکاترونیک
MRL به منظور ایجاد بستری مناسب برای تجمیع تجربیات علمی استادان و دانشجویان رشته های مهندسی برق، کامپیوتر و مکانیک و پیاده سازی عملی این تجربیات، فعالیت خود را از سال ۱۳۸۲ در ساختمان قدیمی دانشگاه و با راه اندازی آزمایشگاه رباتهای امدادرسان آغاز نموده است. هم اکنون شامل ۷ آزمایشگاه فعال تحقیقاتی به شرح ذیل می‌باشد :
- آزمایشگاه ربات‌های فوتبالیست انسان‌نما
- آزمایشگاه ربات‌های صنعتی
- آزمایشگاه ربات پرنده
- آزمایشگاه ربات زیردریایی
- آزمایشگاه ربات شبیه‌ساز امداد
- آزمایشگاه ربات امدادگر مجازی
- آزمایشگاه اینترنت اشیاء

## برگزاری مسابقات ربوکاپ آزاد ایران
با توجه به موفقیت‌های بسیاری که تیم‌های دانشگاه آزاد اسلامی قزوین در مسابقات رباتیک به‌دست آوردند این دانشگاه به یکی ار قطب‌های رباتیک منطقه تبدیل شده‌است. از این رو، این دانشگاه به عنوان پیشرو در برگزاری مسابقات ربوکاپ در ایران طرحی را تنظیم و برای فدراسیون جهانی ربوکاپ ارسال کرد. این طرح توسط فدراسیون جهانی ربوکاپ پذیرفته شد و مسابقات ربوکاپ آزاد ایران از ۱۳۸۵ (هر سال) به میزبانی دانشگاه آزاد اسلامی قزوین توسط کمیته ملی ربوکاپ ایران برگزار می‌شود.
| دوره    | تاریخ              | محل                                   | تعداد تیم‌ها | تعداد رشته‌ها |
| ------- | ------------------ | ------------------------------------- | ----------- | ------------ |
| اولین   | ۱۸–۲۰ فروردین ۱۳۸۵ | محل دایمی نمایشگاه‌های بین‌المللی تهران | ۱۰۰         | ۷            |
| دومین   | ۱۶–۱۸ فروردین ۱۳۸۶ | محل دایمی نمایشگاه‌های بین‌المللی تهران | ۲۶۰         | ۱۵           |
| سومین   | ۱۵–۱۷ فروردین ۱۳۸۷ | دانشگاه آزاد اسلامی قزوین             | ۳۰۰         | ۱۷           |
| چهارمین | ۱۵–۱۷ فروردین ۱۳۸۸ | دانشگاه آزاد اسلامی قزوین             | ۴۵۰         | ۱۸           |
| پنجمین  | ۱۶–۲۰ فروردین ۱۳۸۹ | محل دایمی نمایشگاه‌های بین‌المللی تهران | ۳۵۰         | ۲۲           |
| ششمین   | ۱۶–۲۰ فروردین ۱۳۹۰ | محل دایمی نمایشگاه‌های بین‌المللی تهران | ۳۵۰         | ۲۲           |
| هفتمین  | ۱۵–۱۹ فروردین ۱۳۹۱ | محل دایمی نمایشگاه‌های بین‌المللی تهران | ۳۳۰         | ۲۵           |
| هشتمین  | ۱۶–۱۸ فروردین ۱۳۹۲ | محل دایمی نمایشگاه‌های بین‌المللی تهران | ۳۳۰         | ۲۵           |

۱۳۹۹